# Hartberger Gmoos

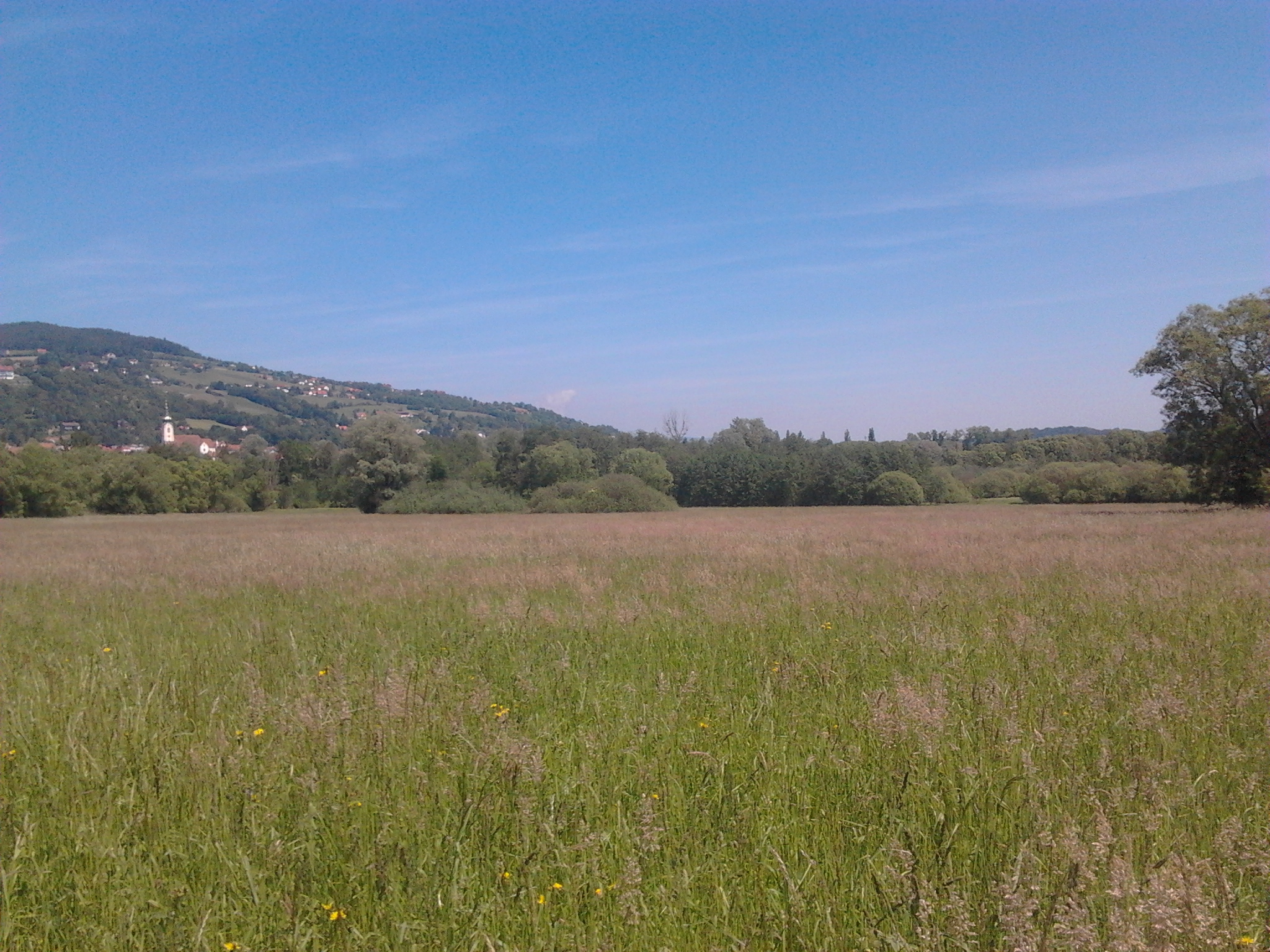
Das Hartberger Gmoos mit Hartberg und dem Ringkogel im Hintergrund

Das Hartberger Gmoos ist ein Naturschutzgebiet im Süden von Hartberg, Steiermark, Österreich.

## Lage
In einer flachen Senke auf einer Seehöhe von 319 bis 328 Metern grenzt es unmittelbar an das bebaute Stadtgebiet der Bezirkshauptstadt Hartberg. Das Flachmoor entwickelte sich durch Verlandung des „Edelsees“, dessen Reste noch an den tiefsten Stellen zu finden sind. Die mittlere Seehöhe beträgt 324 m.

## Flora und Fauna
Typische Tiere des Hartberger Gmooses sind Grasmücken, Wasserrallen, Weißstörche, Insekten wie Schmetterlinge und Libellen, Frösche und Unken. Strukturiert wird das Gebiet durch Reihen und Gruppen von Erlen und Weiden (Alnus glutinosa, A. incana, Salix cinerea, S. fragilis). Am Safenbach finden sich Reste einer Hartholzau mit Eichen, Ulmen und Eschen (Quercus robur, Ulmus laevis, Fraxinus excelsior).

## Naturschutz
Das rund 65 ha umfassende Gebiet ist seit 1992 ein Naturschutzgebiet und wurde 2005 zum Europaschutzgebiet erklärt.

## Vogelberingungsstationen
Im südlichen Teil des Hartberger Gmooses ist eine Vogelberingungsstation untergebracht.
Laut Tätigkeitsbericht 2012 wurden bis Ende 2012 13.325 Vögel von 88 verschiedenen Arten gefangen.

## Naherholungsgebiet
Rund um das Hartberger Gmoos ist ein leicht erreichbarer, ca. 3,5 km langer, ebener Rundweg zum Radfahren, laufen und gehen angelegt.